# Kamień węgielny

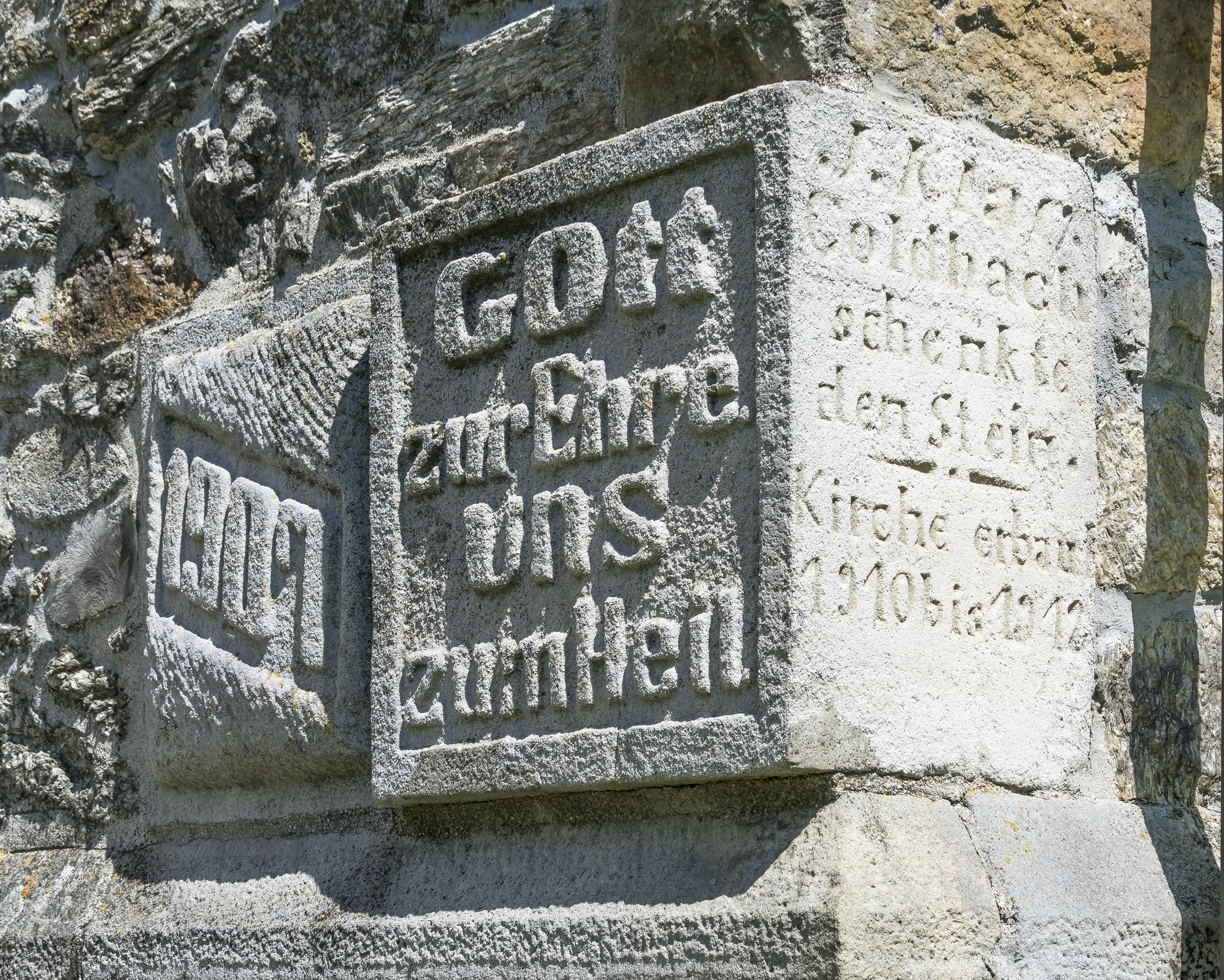
Kamień węgielny wmurowany w ścianę kościoła w Lasówce

Kamień węgielny (rzadziej węgłowy) – kamień w narożu ściany wieńcowej, na którym opiera się węgieł ściany. Współcześnie najczęściej określa się tak pierwszy położony kamień lub cegłę, rozpoczynającą budowę. Dawniej umieszczano na nim imię budowniczego, dziś dołącza się także informacje o dacie budowy, inwestorze itp. Wmurowanie kamienia węgielnego jest zazwyczaj związane z ceremonią podpisania aktu erekcyjnego.